# Stanisław Szpinalski
Stanisław Leopold Szpinalski est un pianiste polonais né à Ekaterinodar le 15 novembre 1901 et mort le 12 juin 1957 à Créteil.

## Biographie
Fils de Franciszek, il commence très jeune à jouer du piano. Dans les années 1911-1918, il étudie au Conservatoire Tchaïkovski de Moscou. Après la fin de la Première Guerre mondiale, il rentre en Pologne avec sa famille et étudie au conservatoire de Varsovie. Ensuite, en 1925-1926, il étudie à Paris. Il reçoit une formation supplémentaire auprès d'Ignacy Paderewski.
En 1927, il se présente au 1er Concours international de piano Frédéric-Chopin, où il remporte le deuxième prix derrière le Russe Léon Oborin. Ce succès lance la carrière de Szpinalski qui, jusqu'au début de la Seconde Guerre mondiale, se produit en Suisse, en Angleterre, en Allemagne, au Canada, aux États-Unis, en Espagne, en Belgique, aux Pays-Bas et en France. En 1934, il devient professeur puis directeur au conservatoire de Vilnius.
Pendant la seconde guerre mondiale, il vit à Vilnius. Après la guerre, il enseigne au Collège d'État de musique de Łódź et au Collège d'État de musique de Poznań. Dans les années 1951-1957, il est recteur de l'Université de musique Frédéric-Chopin. Les plus célèbres de ses étudiants sont André Tchaikowsky et Jerzy Godziszewski. Il intègre le jury des Concours international de piano Frédéric-Chopin en 1949 et 1955.

## Distinctions
- Croix d'or du mérite (1937)
- Croix d'officier de l'Ordre Polonia Restituta (1951)
- Croix de Commandeur de l'Ordre Polonia Restituta (1954)